# Irenaios (Atanasiadis)
Irenaios (vlastním jménem Nikolaos Atanasiadis; * 9. srpna 1933, Rethymno) je řecký pravoslavný kněz, arcibiskup a nejvyšší představitel Krétské pravoslavné církve.

## Život
Narodil se 9. srpna 1933 v Rethymnu.
Teologické vzdělání získal na Církevním institutu na Krétě. Navštěvoval seminář v Chalki a na College Warminister.
Poté byl postřižen na mnicha a přijal jméno po svatém Ireneji z Lyonu. Svou službu začal v chrámu svatých Petra a Pavla v Bristolu.
Po návratu na Krétu vedl Církevní instutut a stal se protosynkelem metropole Kisam.
V únoru 1975 byl zvolen metropolitou kydonijským a apokoronaským. Biskupské svěcení získal 23. února 1975 z rukou krétského arcibiskupa Eugenia (Psalidakise).
Dne 30. srpna 2006 byl po smrti arcibiskupa Timothea jmenován krétským arcibiskupem. Uveden do úřadu byl 24. září stejného roku.